# Bates VMLY&R
Bates VML är en dansk reklambyrå.

## Historik
Byrån har sitt ursprung i Wahl Asmussen reklamebureau A/S som grundades 1934 av Haagen Wahl Asmussen. Byrån etablerade senare kontor i Stockholm, London och New York. Den svenska verksamheten låg under företaget Wahl Asmussen Annonsbyrå AB som var en relativt liten reklambyrå i Sverige. Senare kallades byrån WA Reklame-Marketing I/S.
År 1967 köptes Wahl Asmussen av Ted Bates. Byrån kallades därefter WA-Bates, vilket senare ändrades till enbart Ted Bates.
Ted Bates blev senare en del av det brittiska företaget Cordiant som år 2003 köptes av WPP plc. WPP slog då ihop Bates med dess år 2001 grundade reklambyrånätverk Red Cell på internationell nivå. Den danska byrån hette därefter Bates/Red Cell. WPP ägde sedan tidigare även byrånätverket Young & Rubicam (Y&R) som också hade en dansk byrå, Young & Rubicam Copenhagen, som konkurrerade med Bates.
År 2006 slogs Y&R och Bates danska byråer ihop. De flesta medarbetarna i Y&R sades upp och resten uppgick i Bates som därefter kallades Bates Y&R. Bates i Köpenhamn blev således en del av Young & Rubicams nätverk.
Efter ännu en sammanslagning på internationell nivå år 2018 hette byrån Bates VMLY&R.
VMLY&R gick i början av 2024 ihop med Wunderman Thompson på internationell nivå för att bilda VML. Bates VMLY&R bytte namn till Bates VML, men var fortsatt separat från Wunderman Thompsons danska byrå.

## Kunder
Bland Bates kunder kan nämnas:
- De Danske Spritfabrikker, fram till år 2003 då samarbetet varat i 44 år.[10]
- DSB, i olika omgångar fram till år 2012.[11] Man skapade bland annat kampanjen Harry & Bahnsen med en docka och Søren Pilmark som gick 2000–2011.[12][13][14]
- Kærgården, från lanseringen 1989 till år 2009.[15]
- Magasin du Nord, från år 2004.[16]
- Ramlösa, från år 2005.[17]
- Sonofon/Telenor, från 2009[18] till 2013.[19]
- Danske Spil, till år 2013[19]. Skapade 1994 en reklamfilm för en julkalenderskraplott som fortsatte visas inför julen i flera decennier.[20][21][22]
- Post Danmark, till år 2013[19]